# Селница Подравска
Селница Подравска је насељено место у саставу општине Леград у Копривничко-крижевачкој жупанији, Република Хрватска.

## Историја
До територијалне реорганизације у Хрватској налазила се у саставу старе општине Копривница.

## Становништво
На попису становништва 2011. године, Селница Подравска је имала 301 становника.

## Попис1991.
На попису становништва 1991. године, насељено место Селница Подравска је имало 374 становника, следећег националног састава:
| Попис 1991.‍ | Попис 1991.‍ | Попис 1991.‍ | Попис 1991.‍ | Попис 1991.‍ |
| ----------- | ----------- | ----------- | ----------- | ----------- |
|             |             |             |             |             |
| Хрвати      | Хрвати      |             | 365         | 97,59%      |
| Срби        | Срби        |             | 2           | 0,53%       |
| Словенци    | Словенци    |             | 1           | 0,26%       |
| непознато   | непознато   |             | 6           | 1,60%       |
| укупно: 374 |             |             |             |             |